# Ermita de Berrús

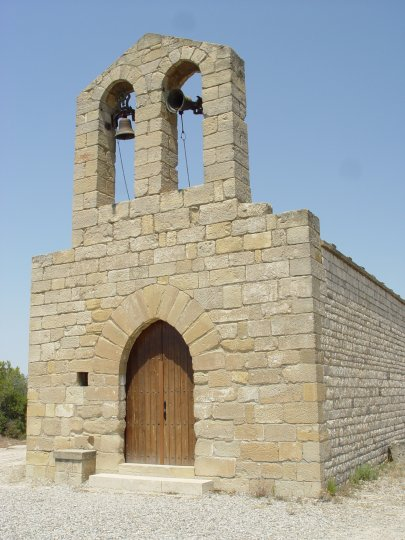
La ermita de Berrús

Santa Magdalena de Berrús es una ermita ubicada en Ribarroja de Ebro, Tarragona, España. La ermita se encuentra en las cercanías de la presa de Ribarroja.

## Historia
Entre los siglos IX y X, el pequeño pueblo de Berrús sufrió la epidemia de la peste ocasionando la muerte de una parte considerable de su población. Los sobrevivientes abandonaron la aldea y se establecieron en los pueblos vecinos de Ribarroja de Ebro, Puebla de Masaluca, Fayón y Villalba de los Arcos. Tras la construcción de la presa sobre el Ebro en el siglo XX, Enher trasladó la ermita al monte, desmontándola piedra por piedra para evitar que quedara sumergida por las aguas del pantano. En Semana Santa se celebra una romería hasta la ermita, participando en ella los vecinos de los tres pueblos mencionados.

## Descripción
Santa Magdalena es un templo pequeño de planta rectangular (interiormente mide 10,15 m de largo por 4,46 de ancho y 5,40 de alto), cabecera plana, y cubierta a doble vertiente de losas superpuestas que se aguantan sobre siete arcos diafragma. Estos para poder aguantar las losas están a muy poca distancia el uno del otro (entre 65 y 70 cm), en función del tamaño de las losas. Son arcos apuntados de piedra bien trabajada y de un espesor de unos 56 cm. No arrancan a ras de suelo como ocurre en otras pequeñas iglesias templarias de la región (San Bartolomé de las Camposines y San Juan de Algars, por ejemplo) sino que lo hacen desde pilares de un metro y medio de altura; alguno con basa e imposta.
La única puerta que posee está situada en el muro del pie, es decir, a poniente; es de medio punto, cabeza y altura y obrada con buenas dovelas de piedra. La fachada está coronada por un esbelto campanario en espadaña.
En el emplazamiento primitivo, la planta era un poco cabeza y ancha, irregularidad que ha desaparecido en el traslado. Con todo, las "imperfecciones", en su estado original, estaban compensadas y equilibradas; la impresión que producía al espectador no era de falta de armonía y de rigor constructivo, sino todo lo contrario. La estética primitiva ha desaparecido al ser trasladada.